# Fallhaus (Absberg)
Fallhaus ist ein Gemeindeteil des Marktes Absberg im Landkreis Weißenburg-Gunzenhausen (Mittelfranken, Bayern). Fallhaus liegt in der Gemarkung Absberg.

## Lage
Die Einöde liegt im Fränkischen Seenland, südöstlich von Absberg und unweit des Kleinen Brombachsees. Ursprünglich nur aus wenigen Häusern bestehend, ist der Ort durch Siedlungstätigkeit mittlerweile räumlich mit dem nordöstlich liegenden Gemeindeteil Angerhof und damit auch mit Absberg verschmolzen. Im Osten führt die Kreisstraße WUG 1 vorbei.

## Baudenkmäler
- Fallhausstraße 22: Bauernhaus